# Härnum
Härnum är en by i Västra Eds socken. 
På 1930-talet hade byn mer än 100 invånare. 
Byn består av åtta gårdar. 
En mängd fornfynd i form av stenålderslämningar har gjorts i området. Mellan de två sjöarna Gölen och Borgsjön finns resterna av en fornborg på Borgklinten.